# Exocentrus transversifrons
Exocentrus transversifrons är en skalbaggsart som beskrevs av Fisher 1940. Exocentrus transversifrons ingår i släktet Exocentrus och familjen långhorningar.
Artens utbredningsområde är Nepal. Inga underarter finns listade i Catalogue of Life.